# Herlev Musical & Teater
Herlev Musical & Teater er en dansk amatørteaterforening beliggende i Herlev, som har eksisteret siden 1977. Foreningen startede oprindeligt under navnet Herlev Revy og var kendt for sin årlige lokale revy. Senere skiftede foreningen navn til Herlev Revy og Teater, da teater blev en større del af repertoiret, inden foreningen i 2020 ændrede navn til det nuværende Herlev Musical & Teater - for at vise foreningens store fokus på musicals.
Foreningen er i København primært kendt for at sætte en større musicalforestilling op, en gang om året i Herlev TeaterBio i Herlev. Foreningen sætter dog også mindre forestillinger op på foreningens egen teaterscene; Kælderscenen.
Herlev Musical & Teater har også en ungdomsgruppe og en børnegruppe.

## Store forestillinger
- Be More Chill (2025)
- Catch Me if You Can (2024)
- RENT (2023)
- We Will Rock You (2022)
- Legally Blonde (2021)
- Jekyll & Hyde (2019)
- De Tre Musketerer (2018)
- All Shook Up (2017)
- Skatteøen (2016)
- Blodbrødre (2015)
- Cabaret (2014)
- Kød og Blod (2013)
- RENT (2012)
- Jesus Christ Superstar (2011)
- Aida (2010)
- Midt om Natten (2009)
- Hair (2008)
- La Rouge (2007)
- The Full Monty (2006)
- Atlantis (2005)
- Evita (2004)
- The Wall (2003)
- West Side Story (2002)
- Marylin Monroe (2001)
- Rottefængeren (2000)
- Marie Antoinette (1999)
- Cabaret (1998)
- Cyrano (1997)
- Nicholas Nickleby (1996)
- Snedronningen (1995)
- Skatteøen (1994)
- Den Lille Mahagonny (1993)

## Ekstern henvisning
- Herlev Revy og Teater

55°43′57.14″N 12°25′29.15″Ø / 55.7325389°N 12.4247639°Ø
| Kunst og kultur | Spire Denne artikel om scenekunst og teater er en spire som bør udbygges. Du er velkommen til at hjælpe Wikipedia ved at udvide den. |